# Obersia
Obersia románul: Obârșa, falu Romániában, Erdélyben, Hunyad megyében.

## Fekvése
Körösbányától északnyugatra fekvő település.

## Története
Obersia egykor Zaránd vármegyéhez tartozott. Nevét 1808-ban említette először oklevél  Obersia néven.
A trianoni békeszerződés előtt Hunyad vármegye Körösbányai járásához tartozott.
1910-ben 399 görög keleti ortodox lakosa volt.